# Чудаков, Павел Михайлович
Павел Михайлович Чудаков (26.08.1921, с. Засурское Чувашской АССР — 1985, Москва) — советский инженер, специалист в области радиолокации, директор НИЭМИ (1954—1964) и НИИ-244 (1964—1980).
Окончил отдельный военный факультет связи КА МИИС (1942).
Участник Великой Отечественной войны.
С 1946 по 1964 год работал в НИИ-20 (НИЭМИ, Москва), с 1954 г. директор. В этот период руководил созданием новой техники: станций орудийной наводки (СОН-4, СОН-15, СОН-30), радиоприборного комплекса (РПК-1 «Ваза»), приборов управления артиллерийским зенитным огнем (ПУАЗО-30-6, ПУАЗО-30), ЗРК «Круг».
С 1964 по 1980 год директор НИИ-244 (ВНИИ радиотехники). Руководил разработкой многофункциональной РЛС «Машук», полностью автоматизированной РЛС СТ-68 для локации низколетящих целей.
Кандидат технических наук (1952).
Награждён орденами Отечественной войны II степени (1944), Красной Звезды (1945), Трудового Красного Знамени (1945, 1958), 7 медалями (в том числе «За боевые заслуги», «За победу над Германией в Великой Отечественной войне 1941—1945 гг.»).
Похоронен на Кунцевском кладбище.